# Idriss Carlos Kameni
Idriss Carlos Kameni, kamerunski nogometaš, * 18. februar 1984, Douala, Kamerun.
Sodeloval je na nogometnemu delu poletnih olimpijskih iger leta 2000.